# Doctrine of Lapse
Als Doctrine of Lapse wird eine in Indien praktizierte Annexionspolitik bezeichnet, die durch Lord Dalhousie, 1847–56 Generalgouverneur von Britisch-Indien, eingeführt wurde. Die Doctrine of Lapse bestimmte, dass jeder indische Fürstenstaat, dessen Herrscher sich unfähig zeigte oder ohne Erben starb (manifestly incompetent or died without a direct heir), von der Britischen Ostindien-Kompanie zu annektieren sei. Mit der Doktrin wurde das lang bestehende Recht indischer Souveräne bestritten, bei einem fehlenden Erben einen Nachfolger selber zu wählen. Lord Dalhousie nutzte diese Bestimmung auch, um die Primogenitur durchzusetzen. Üblich war unter indischen Souveränen, im Falle mehrerer Söhne den geeignetsten darunter als Nachfolger zu bestimmen. Die Doktrin und ihre Anwendung wurde von Indern als illegitim verstanden. Die Britische Ostindien-Kompanie dagegen nutzte sie, um ihren Einflussbereich auf dem indischen Kontinent auszudehnen. Satara (1848), Jaitpur, Sambalpur (1849), Nagpur, Jhansi (1854) und Avadh (Oudh) (1856) fielen so an die Kompanie. Sie steigerte damit ihre jährlichen Einnahmen um etwa vier Millionen britische Pfund. Zu Beginn des indischen Aufstands von 1857 befanden sich so zwei Drittel des indischen Subkontinents unter direkter britischer Herrschaft, wobei vielerorts allerdings die lokale Macht und die Regelung innerer Angelegenheiten zu großen Teilen in den Händen angestammter Adelsgeschlechter verblieben.

## Geschichtlicher Hintergrund der Doctrine of Lapse
Im 17. Jahrhundert war das Mogulreich die beherrschende Macht auf dem indischen Subkontinent. Das Mogulreich, das keinen festgefügten Staat, sondern ein Konglomerat aus Reichsprovinzen, untergeordneten Fürstenstaaten und halbautonomen Städten und Dörfern darstellte, war zu dieser Zeit bereits im Niedergang begriffen. Im Zuge dieser Entwicklung begannen viele europäische Mächte, Handelsstationen in Indien zu errichten, um den in Europa aufgekommenen Bedarf an Produkten wie Baumwolle, Chintz, Porzellan, Tee und Seide zu befriedigen. Am erfolgreichsten war dabei die Britische Ostindien-Kompanie, der es gelang, ihre europäischen Konkurrenten bis auf wenige Ausnahmen zu verdrängen. 1693 unterhielt sie Handelsstationen in Madras, Bombay und Calcutta.
Bis zur Mitte des 18. Jahrhunderts war das Mogulreich in mehrere, sich zum Teil bekriegende Staaten zerfallen. Um ihren Handel in diesem politischen Umbruch zu schützen, begann die Kompanie zunehmend, einheimische Soldaten oder „Sepoys“ zu rekrutieren. Die Kompanie wandelte sich hierbei zunehmend von einer Handels- in eine politische Macht. Entscheidend hierbei war ein Vorkommnis im Jahre 1756. Um die zunehmende Macht der Kompanie zurückzudrängen, ließ der Nawab von Bengalen in Kolkata Niederlassungen der Kompanie besetzen und 146 Europäer inhaftieren. Sie sollen in einem nur sechs Quadratmeter großen Raum eingepfercht worden sein, der das Militärgefängnis der Garnison darstellte und als „Black Hole“ berüchtigt war. Nur 23 Personen überlebten die erste Nacht ihrer Inhaftierung. Der Vorfall löste in Großbritannien große Empörung aus und die Kompanie entsandte daraufhin Truppen, die 1757 in der Schlacht bei Plassey das Heer des Nawabs schlugen und Kolkata zurückeroberten.
In der Folge erließ das britische Parlament 1773 und 1784 Gesetze, die der Kompanie direkte Eingriffe in die inneren Angelegenheiten Indiens erlaubten. Bis 1857 hatte die Kompanie weite Teile des Subkontinents militärisch erobert oder auf unblutigem Wege annektiert. Letzteres geschah meist durch die Doctrine of Lapse.